# Klance
Klance este o localitate din comuna Loška Dolina, Slovenia, cu o populație de 16 locuitori.